# Stenhomalus coomani
Stenhomalus coomani là một loài bọ cánh cứng trong họ Cerambycidae.